# 2000 AD
2000 AD är en brittisk science fiction-orienterad serietidning som  lanserades i februari 1977 och bland annat gjort sig känd för att publicera Judge Dredd.

## Beskrivning och historik
Tidningen är en antologi som innehåller ett flertal serier, och har givit upphov till flera nya generationer av serietecknare med varierande tecknarstilar. En av tidningens mest kända seriefigurer är Judge Dredd som började publiceras i och med nummer två, och som skapades av John Wagner, Pat Mills och tecknaren Carlos Ezquerra - samtliga ännu aktiva på tidningen och dess systerpublikation, Judge Dredd Megazine.
Första numret publicerades av IPC Magazines den 26 februari 1977. IPC, senare Fleetway, fortsatte att publicera den fram till 1999 då Rebellion Developments tog över. Tack vare utgivningstakten med ett nummer per vecka är serietidningen en av få som getts ut med över 1 500 nummer.[källa behövs]
2000 AD har varit viktig för att få den amerikanska serietidningsmarknaden att få upp ögonen för brittiska serier, och deras figurer har också legat till grund för flera filmer. I motsats till tidigare serietidningar baserades 2000 AD på ett sexsidigt serieformat. Det gav författarna större möjlighet att utveckla karaktärerna och tecknarna större utrymme att designa layout.

## Populära seriefigurer
Populära figurer från serietidningen är bland andra:
| - ABC Warriors - Ace Garp - Bad Company - Bill Savage - Dan Dare - Deadlock - D.R. and Quinch - Durham Red - Halo Jones - Judge Death | - Judge Dredd - Nemesis the Warlock - Nikolai Dante - Robo-Hunter - Rogue Trooper - Sinister Dexter - Sláine - Strontium Dog - The V.C.s - Zenith |